# Jaknikker BRK-10

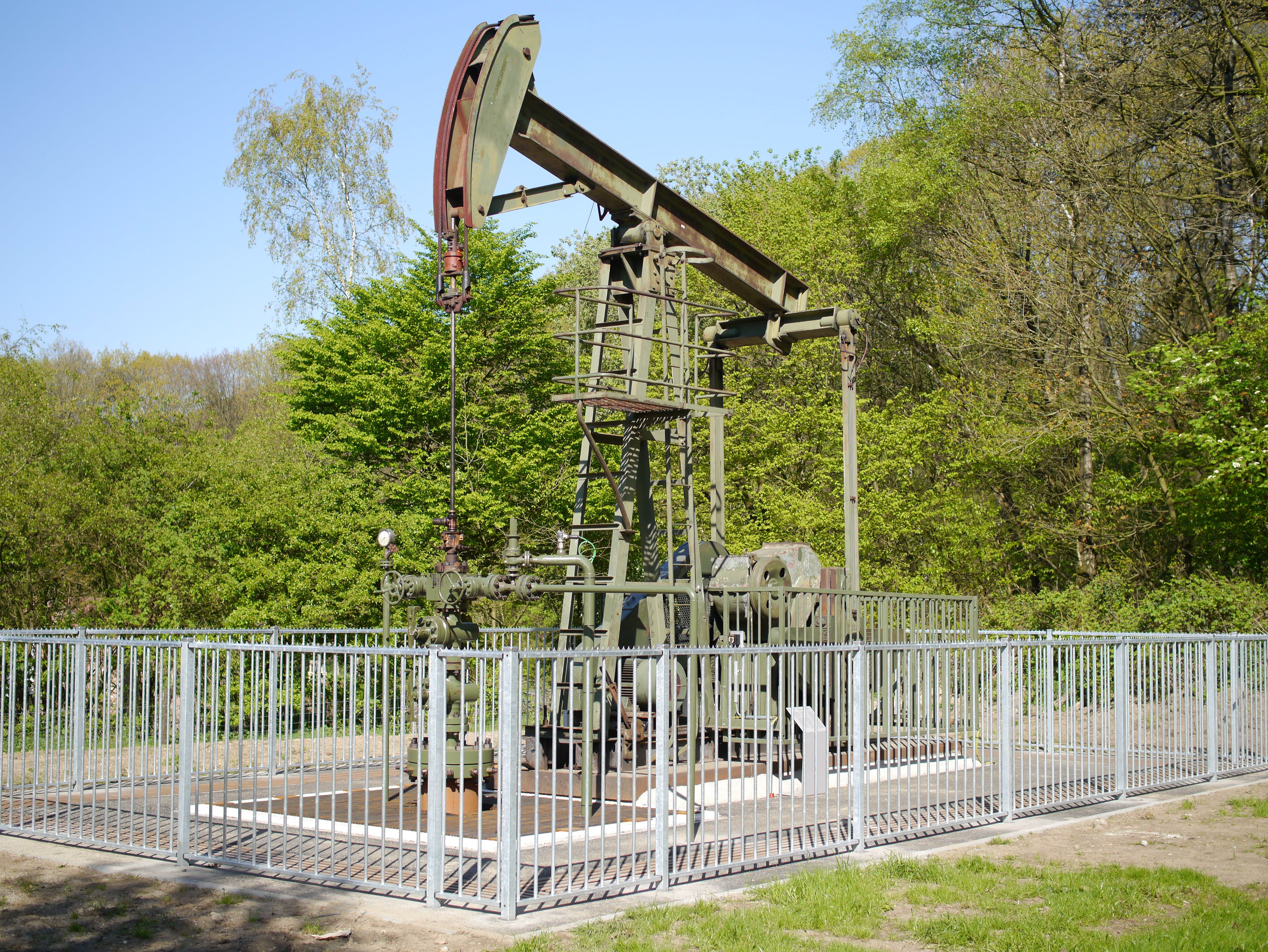
De jaknikker in het Openluchtmuseum

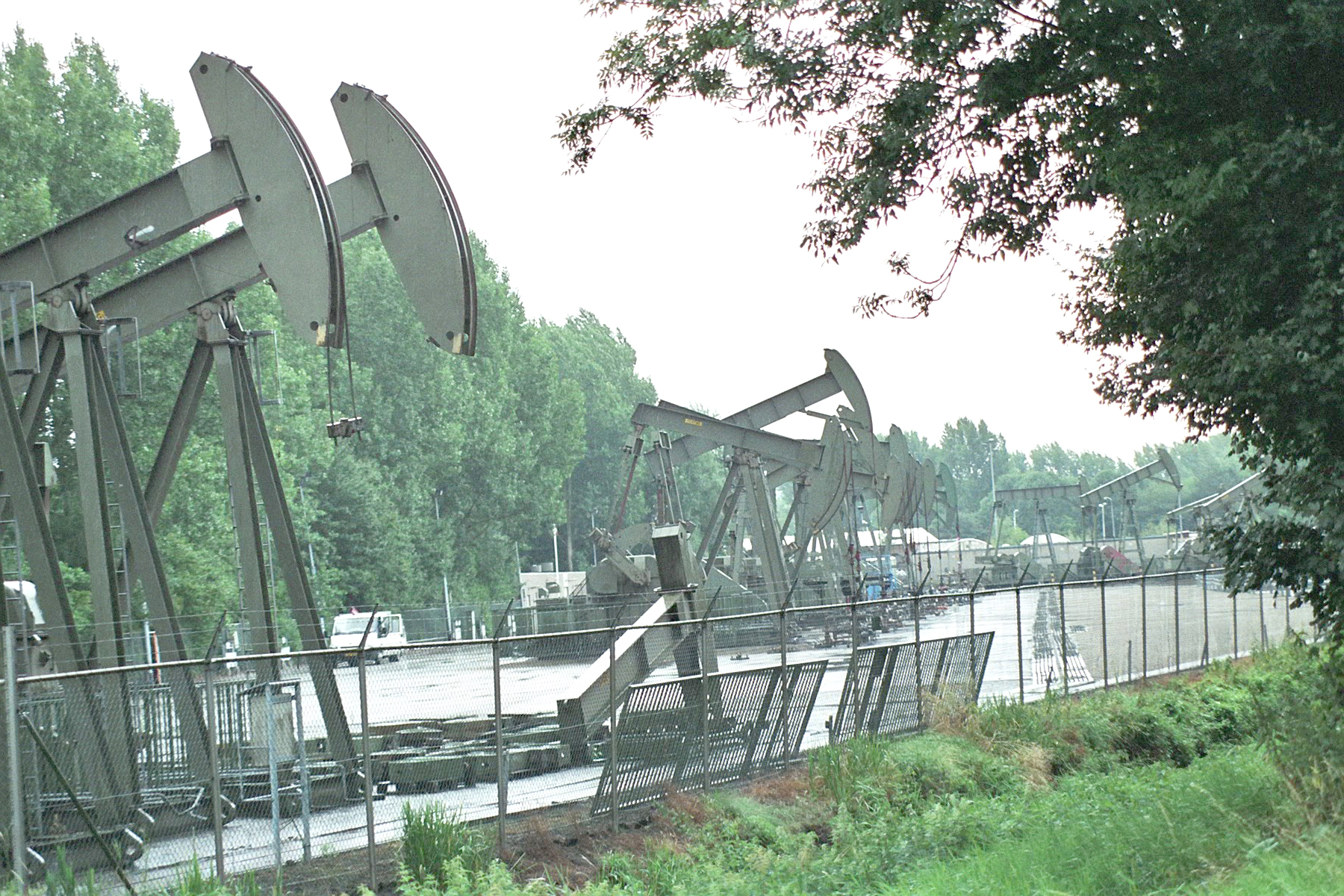
De jaknikkers in 2006 in Schiebroek

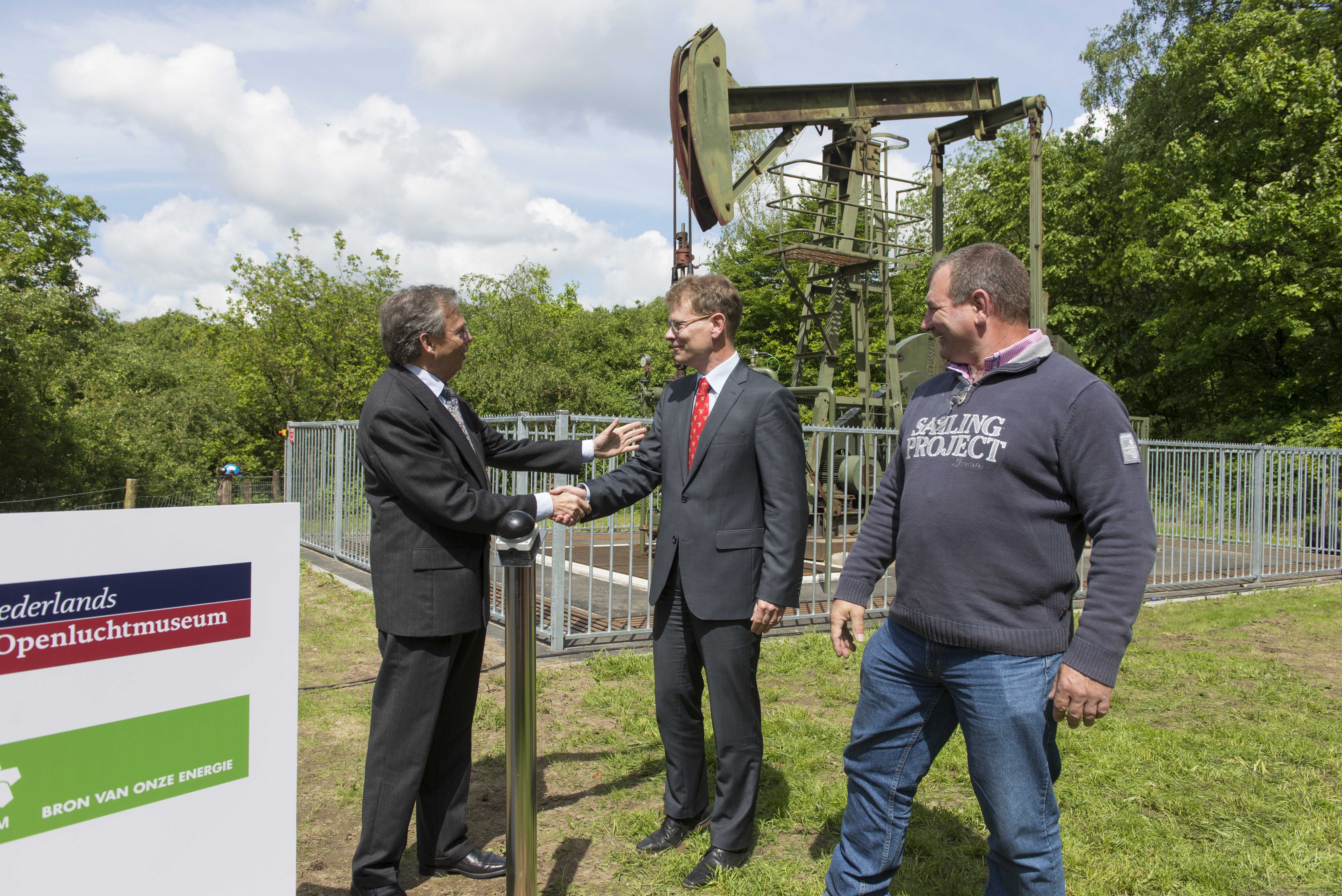
Officiële opening in het Openluchtmuseum

Jaknikker BRK-10 is een jaknikker uit de Rotterdamse wijk Schiebroek die van 1983 tot 2013 aardolie opgepompt heeft voor de Nederlandse Aardolie Maatschappij. De jaknikker staat sinds 2014 in het Nederlands Openluchtmuseum.
De jaknikker is gebouwd door de firma Thomassen, de vaste leverancier voor de NAM. Het mechanisme bestaat uit een elektromotor, tandwielkast, zuigercompressor, drijfstangen en een contragewicht. De jaknikker deed vanaf 1957 dienst in Schoonebeek.
In 1983 werd oliewinplaats Berkel-4 in Schiebroek geopend om olie op te pompen uit het Berkelveld in de Rijswijkconcessie op 1.400 meter diepte. Er werden 22 jaknikkers geïnstalleerd waaronder deze jaknikker uit Schoonebeek die sindsdien de naam BRK-10 draagt. Uit het veld, dat zich uitstrekt onder diverse gemeenten waaronder Lansingerland, is in totaal zo’n 26 miljoen vaten olie gewonnen. De eerste drie putten Berkel-1 tot en met 3 werden geslagen in de plaats Berkel en Rodenrijs waaraan het veld en de jaknikker zijn naam dankt.
In augustus 2013 is de winning van het olieveld stopgezet. De jaknikker was de laatste werkende jaknikker van Nederland. Op 13 mei 2014 is de jaknikker in het Openluchtmuseum weer in beweging gezet. In het Arnhemse museumpark pompt hij geen olie meer op, maar dient hij als symbool voor winning van energie uit Nederlandse bodem.